# Nadużycia seksualne w Kościele katolickim w Polsce

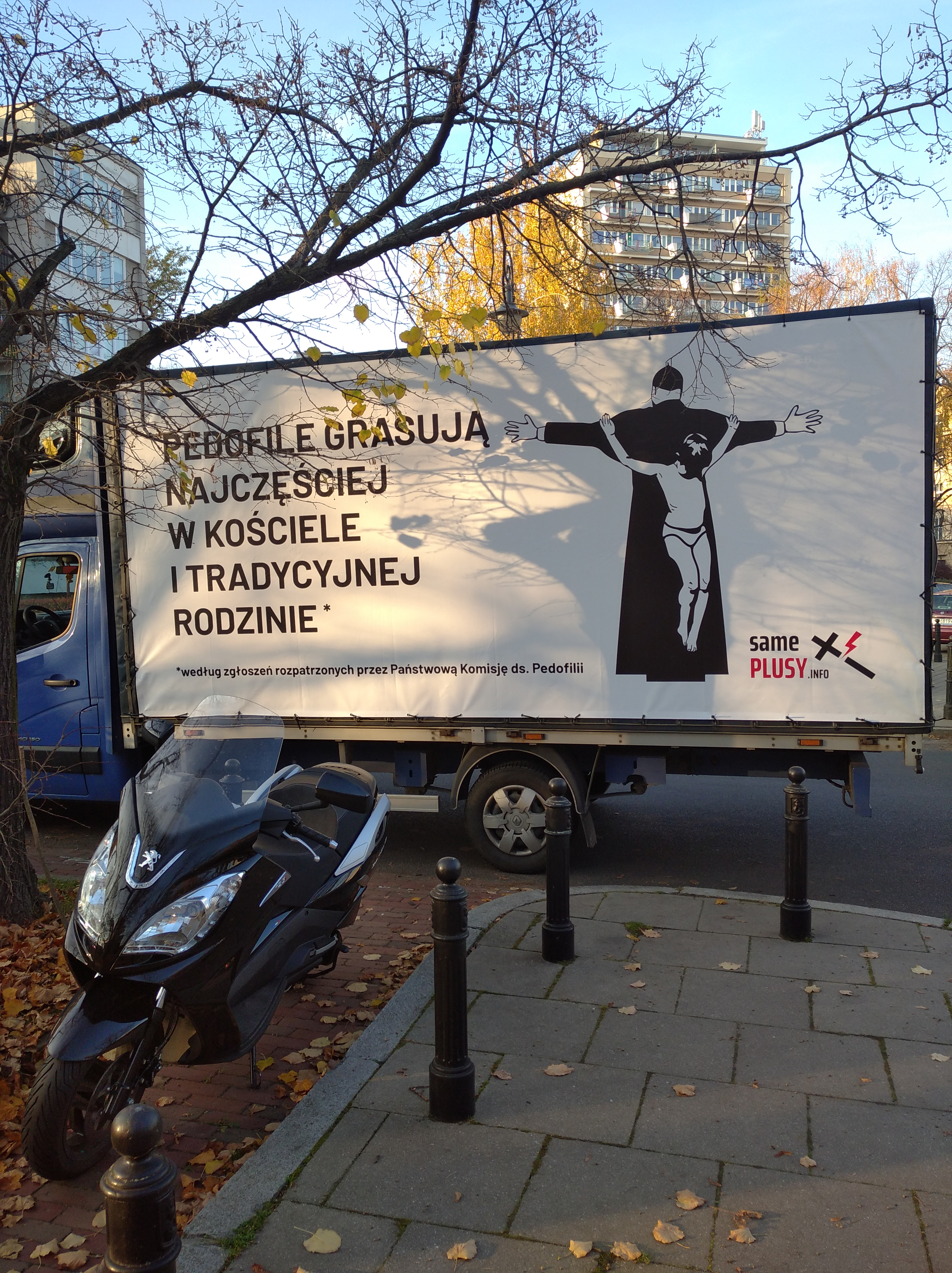
Plakat na furgonetce autorstwa grupy Same Plusy z 2021 roku, którego treść, zdaniem autorów, wynika z raportu państwowej komisji ds. pedofilii.

Nadużycia seksualne w Kościele katolickim w Polsce – przypadki wykorzystywania seksualnego przez księży, zakonników i innych duchownych Kościoła katolickiego w Polsce. Jest to część zjawiska nadużyć seksualnych w Kościele katolickim na świecie.

## Procesy sądowe
Jednym z pierwszych przypadków nagłośnienia tego zjawiska w Polsce było oskarżenie w 2001 ks. Michała Moskwy, proboszcza z Tylawy, o molestowanie przez kilkanaście lat dziewczynek w swojej parafii. Prokuratura w Krośnie nadzorowana przez Stanisława Piotrowicza umorzyła sprawę uznając, że ksiądz dotykał dziewczynki w miejscach intymnych, gdyż miał zdolności bioenergoterapeutyczne. Stanisław Piotrowicz komentując sprawę, powiedział, że w postępowaniu nie wykonywał żadnych czynności procesowych. Dopiero po publikacjach prasowych Prokuratura Krajowa nakazała przeprowadzenie powtórnego śledztwa, tym razem prokuraturze w Jaśle. W 2004 zapadł wyrok skazujący księdza na dwa lata w zawieszeniu na pięć za molestowanie sześciu dziewczynek. Arcybiskup przemyski Józef Michalik jeszcze przez rok pozwolił skazanemu księdzu pracować w tej samej parafii.
W latach 2002–2012 za molestowanie małoletnich skazano w Polsce prawomocnym wyrokiem 27 księży katolickich. Zdaniem holenderskiego dziennikarza Ekke Overbeeka, zajmującego się problemem pedofilii, autora książki Lękajcie się. Ofiary pedofilii w Kościele mówią, wiele innych spraw zostało oddalonych ze względu na przedawnienie lub nie zostało w ogóle ujawnionych. Autor rzeczywistą liczbę ofiar wśród dzieci szacuje na setki lub tysiące. Wśród prawomocnie skazanych wyrokiem sądu za nadużycia seksualne wobec nieletnich znaleźli się m.in. proboszcz parafii w Jarnołtówku ks. Zbigniew Paszkowski (w 2004 roku na 1,5 roku więzienia w zawieszeniu na 3 lata przez Sąd Rejonowy w Prudniku), ksiądz Roman Behrendt z zakonu chrystusowców (w 2009 roku skazany na karę 8 lat pozbawienia wolności i 5 lat zakazu wykonywania zawodu; w 2012 roku ksiądz wyszedł na wolność), ksiądz Wojciech Gil z zakonu michalitów (skazany na karę 7 lat więzienia przez Sąd Rejonowy w Wołominie), ksiądz Paweł Kania (skazany na 7 pozbawienia wolności w 2015 roku), proboszcz parafii w Kalinówce ks. Stanisław Górnik (skazany dwukrotnie; w 2012 roku na 3 lata bezwzględnego więzienia i w 2020 roku również na karę 3 lat więzienia), oraz wikariusz w parafii Matki Bożej Bolesnej w Gdańsku ks. Michał Lewiński (w 2020 roku skazany na 10 lat więzienia).
6 maja 2010 roku Chrześcijańskie Stowarzyszenie Troski o Media „Świadectwo” z Rzeszowa wystąpiło z wnioskiem do Prokuratora Generalnego, aby nie ujawniać publicznie informacji o księżach zamieszanych w skandale seksualne do czasu, aż w ich sprawie nie uprawomocni się wyrok.

## Procesy o odszkodowania
Po procesie o odszkodowanie za pedofilię w 2015 r. diecezja koszalińsko-kołobrzeska wypłaciła odszkodowanie ofierze księdza-pedofila, molestowanej w dzieciństwie. Ofiara domagała się 200 tysięcy złotych. Kwota wypłaconego odszkodowania nie została ujawniona opinii publicznej. Sam ksiądz został skazany na dwa lata więzienia. Sprawa ta umożliwia dochodzenie swoich roszczeń innym ofiarom molestowania przez duchownych w Polsce.
Sąd Okręgowy w Poznaniu, w styczniu 2018 r., zasądził na rzecz kobiety 1 milion złotych zadośćuczynienia i 800 zł miesięcznie dożywotniej renty od Towarzystwa Chrystusowego, którego członkiem był sprawca. Kobieta jako 12-13-latka była gwałcona i torturowana fizycznie oraz psychicznie przez księdza Romana B. .
Sąd Okręgowy w Bielsku-Białej wyrokiem z 10 stycznia 2025 zobowiązał diecezję bielsko-żywiecką do zapłacenia Januszowi Szymikowi 400 tys. zł odszkodowania za tuszowanie gwałtów na nim przez bpa Tadeusza Rakoczego. Sprawcą gwałtów w latach 1984-1989 był ówczesny proboszcz parafii w Międzybrodziu Bialskim Jan W.. Bp Tadeusz Rakoczy i ks. Jan W. zostali skazani w procesach kanonicznych.

## Fałszywe oskarżenia o pedofilię
Łódzki sąd apelacyjny orzekł, że Marek Lisiński, który przez wiele lat pełnił funkcję tzw. „rzecznika ofiar pedofilii w Kościele”, kłamał i nigdy nie był molestowany przez księdza, którego oskarżał.
11 października 2021 roku zapadł w tej sprawie prawomocny wyrok, a 15 grudnia 2021 roku Sąd Apelacyjny w Łodzi opublikował jego pisemne uzasadnienie. W trakcie dochodzenia okazało się, że Lisiński przedstawił trzy różne wersje wydarzeń.

## Mapa kościelnej pedofilii w Polsce Fundacji „Nie Lękajcie Się”
7 października 2018 roku, po półtorarocznej pracy, Fundacja „Nie Lękajcie Się” na swojej stronie internetowej uruchomiła mapę przedstawiającą m.in. miejscowości 266 ofiar nadużyć seksualnych dokonanych przez duchownych w Polsce. Zawiera ona inicjały sprawcy oraz miejscowość, w której przypadek molestowania miał miejsce. Zastrzeżenia wobec mapy wyraził prezes KAI Marcin Przeciszewski, który uważa, że nie wszystkie przypadki przeszły należytą weryfikację. Autorzy mapy wyjaśnili, że podjęli ten temat, gdyż księża molestujący małoletnich byli przenoszeni z parafii do parafii narażając kolejne potencjalne ofiary.
W lutym 2019 roku, raport – opracowany na podstawie danych przedstawionych w mapie oraz analizy problemu pedofilii w Kościele katolickim w Polsce – został przekazany Papieżowi Franciszkowi.
Fundacja „Nie Lękajcie Się” zakończyła działalność w 2020 roku w związku ze skandalem związanym z jej założycielem, Markiem Lisińskim, który dopuścił się wyłudzenia 30 tysięcy złotych od jednej z podopiecznych fundacji.

## Raport KEP
14 marca 2019 roku Konferencja Episkopatu Polski przedstawiła opracowanie dot. zgłoszeń przypadków wykorzystania seksualnego małoletnich, który przedstawił dane, że:

382 zgłoszenia przypadków wykorzystywania seksualnego małoletnich, w tym 198 dotyczyło osób poniżej 15 roku życia, a 184 powyżej 15 roku życia; zgłoszone przypadki obejmują czas od 1 stycznia 1990 r. do 30 czerwca 2018 r. – wynika z danych, które otrzymał Sekretariat Konferencji Episkopatu Polski od wszystkich diecezji i zakonów. Zostały one opracowane przez Instytut Statystyki Kościoła Katolickiego i Centrum Ochrony Dziecka. Łączna liczba ofiar we wszystkich (również niepotwierdzonych) przypadkach poniżej 15 roku życia wynosiła 345. Natomiast powyżej 15 roku życia – 280. Wśród ofiar, we wszystkich zgłoszonych przypadkach łącznie małoletni płci męskiej stanowili 58,4 proc., natomiast małoletni płci żeńskiej 41,6 proc.

11 maja 2019 Tomasz Sekielski zamieścił na serwisie YouTube film dokumentalny pt. Tylko nie mów nikomu przedstawiający relacje ofiar księży pedofilów i ich konfrontacje ze swoimi oprawcami.

## Tuszowanie pedofilii przez biskupów
Portal OKO.press w maju 2019 zarzucił siedmiu polskim biskupom tuszowanie przypadków pedofilii. Są to: Alojzy Orszulik, Andrzej Dziuba, Edmund Piszcz, Wojciech Ziemba, Józef Górzyński, Józef Kupny, Kazimierz Nycz. W maju 2019 reporter programu „Czarno na białym” w TVN24 ujawnił, że skazany w 2004 roku Michał Moskwa, były proboszcz z Tylawy, regularnie prowadzi różaniec w Radiu Maryja.
W odpowiedzi na doniesienia o nadużyciach politycy zaproponowali utworzenie mającej je zbadać komisji. Według PiS winna ona skupiać się na przypadkach nadużyć seksualnych nie tylko w Kościele katolickim, ale i wziąć pod uwagę inne środowiska związane z opieką nad dziećmi, na podobieństwo Komisji działającej w Australii, wedle raportu której aż 70% sprawców wywodziło się z organizacji religijnych. Projekt PO przewidywał miejsce w podobnej komisji także dla przedstawicieli Kościoła katolickiego. O powołanie komisji, mającej skupiać przedstawicieli prawników, lekarzy, psychologów i organizacji pozarządowych (ale nie Kościołów) starała się natomiast Fundacja Nie Lękajcie Się.
W czerwcu 2019 „Gazeta Wyborcza” zarzuciła grupie polskich biskupów tuszowanie czynów pedofilskich popełnionych przez podległych im duchownych. Zarzuty dotyczą następujących biskupów: Alojzy Orszulik, Piotr Greger, Kazimierz Nycz, Ignacy Jeż, Henryk Gulbinowicz, Marian Gołębiewski, Jan Tyrawa, Edward Janiak, Sławoj Leszek Głódź, Stanisław Stefanek, Marian Przykucki, Zygmunt Kamiński, Andrzej Dzięga, Edmund Piszcz, Wojciech Ziemba, Józef Górzyński, Henryk Hoser, Marek Jędraszewski, Józef Michalik, Jan Wątroba, Tadeusz Gocłowski.

## Powołanie państwowej komisji
We wrześniu 2019 Sejm RP uchwalił ustawę o Państwowej Komisji do spraw wyjaśniania przypadków czynności skierowanych przeciwko wolności seksualnej i obyczajności wobec małoletniego poniżej lat 15 zwanej w skrócie państwową komisją do spraw pedofilii. Pierwszego członka tej komisji nominowano dopiero w maju 2020, po emisji filmu Zabawa w chowanego, nagłaśniającego bierność hierarchii katolickiej i władz państwowych w sprawie pedofilii.

## Powołanie przez KEP Fundacji św. Józefa
W październiku 2019 Konferencji Episkopatu Polski podjęła uchwałę o utworzeniu Fundacji Świętego Józefa, nadaniu statutu, powołaniu rady i zarządu fundacji (Marta Titaniec i ks. Tadeusz Michalik). Celem Fundacji jest „ochrona dzieci i młodzieży we wspólnocie Kościoła Katolickiego oraz budowanie efektywnych struktur pomocy wspierających uzdrowienie osób zranionych i zapobieganie kolejnym przestępstwom wykorzystania seksualnego”. Fundacja została zarejestrowana w styczniu 2020. Marta Titaniec z zarządu Fundacji, jest współautorką projektu „Zranieni w Kościele” – pomocowej inicjatywy świeckich w reakcji liczne przypadki wykorzystywania seksualnego w Kościele. Główne działania inicjatywy to prowadzenie telefonu zaufania oraz dyżurów i bezpłatnych porad prawnych dla osób dotkniętych przemocą seksualną w Kościele. W Fundacji św. Józefa, Marta Titaniec wraz z zespołem realizują projekty takie jak strona ZglosKrzywde.pl, na której można zgłaszać przypadki wykorzystywania seksualnego w Kościele oraz znaleźć materiały pomocowe. Pozostałe działania Fundacji to prowadzenie lokalnych (archidiecezja warszawska, krakowska, poznańska) grup wsparcia dla osób skrzywdzonych przemocą seksualną. Fundacja prowadzi także Centrum Ochrony Dziecka, które oferuje szkolenia i formację z zakresu psychologii, pedagogiki i duchowości w kontekście prewencji i reakcji na wykorzystywanie nieletnich w Kościele. Centrum opracowuje programy prewencji, zbiory dobrych praktyk w celu zapewnienia w Kościele „bezpiecznego środowiska dla dzieci i młodzieży”.

## Pilna wizytaad limina
10 maja 2021 papież Franciszek wezwał polskich biskupów w trybie pilnym (za pośrednictwem Nuncjatury Apostolskiej w Polsce) do złożenia wizyty ad limina w Watykanie. Jest to spowodowane napływaniem do Watykanu znacznej liczby zgłoszeń o zaniedbaniach polskich biskupów przy wyjaśnianiu spraw dotyczących wykorzystywania seksualnego małoletnich przez część duchownych.